# Charles-Louis du Palatinat
Ne doit pas être confondu avec Charles Ier Louis du Palatinat.
 (mai 2018).
Si vous disposez d'ouvrages ou d'articles de référence ou si vous connaissez des sites web de qualité traitant du thème abordé ici, merci de compléter l'article en donnant les références utiles à sa vérifiabilité et en les liant à la section « Notes et références ».
Charles-Louis du Palatinat est né le 5 octobre 1658 à Schwetzingen et mort le 12 août 1688 à Chalcis. C'est un noble et un général allemand ayant servi dans l'armée vénitienne. Il est le fils de Charles Ier Louis du Palatinat et de son épouse morganatique, Louise de Degenfeld.

## Biographie

### Famille
Charles-Louis est un enfant bâtard de son père. En effet, Charles Ier a divorcé unilatéralement de Charlotte de Hesse-Cassel, pour épouser l'une des suivantes de celle-ci, Louise de Degenfeld, ce qui fut assimilé à de la bigamie. L'année de la naissance de Charles-Louis, le titre de raugrave est donné à sa mère (nommée raugravine) et aux enfants suivants de ce mariage. C'est un titre désuet, qui leur confère un rang inférieur à leur frère et leur sœur légitimes. De ce fait, ils ne possèdent aucune légitimité à prétendre au titre de comte ou comtesse du Palatinat. On les nomme simplement raugrave ou raugravine du Palatinat.

### Vie adulte
Il est le préféré de son père, de par leur ressemblance, au détriment de son frère aîné Charles. En 1670, le comte palatin lui attribue la ville de Stebbach et le château de Streichenberg. Il est très proche de sa sœur Liselotte, avec qui il correspond fréquemment, ainsi qu'avec leurs autres frères et sœurs. Il va jusqu'à l'accompagner à Strasbourg avec leur père lorsqu'elle se marie avec Philippe d'Orléans. Il lui rend souvent visite à la cour de Versailles.
Charles-Louis, engagé dans l'armée vénitienne, meurt d'une fièvre au siège de Négroponte (aujourd'hui Chalcis) où il servait comme général de trois régiments wurtembergois.

### Vie sentimentale
Séducteur, Charles-Louis entretient une relation avec la princesse Sophie-Dorothée de Brunswick-Lunebourg mais, celle-ci étant l'épouse de Georges de Hanovre, il doit quitter la cour de ce dernier pour éviter un scandale trop important. Élisabeth-Charlotte, sa demi-sœur, rapporte plus tard : « Charles-Louis me fait surtout haïr la princesse [Sophie-Dorothée], parce que si elle s'était refusée à lui, il serait resté à Hanovre et n'aurait pas péri. »